# In Mizzoura
In Mizzoura er en amerikansk stumfilm fra 1919 af Hugh Ford.

## Medvirkende
- Robert Warwick som Jim Radburn
- Robert Cain som Robert Travers
- Noah Beery som Jo Vernon
- Eileen Percy som Kate Vernon
- Monte Blue som Sam Fowler